# Људовит Штур
Људовит Штур (слч. Ľudovít Štúr; Ухровец, 28. октобар 1815 — Модра, 12. јануар 1856) је био водећи представник и једна од најважнијих личности народног препорода Словака, организатор народноослободилачког покрета, политичар и идеолог, кодификатор словачког књижевног језика, песник, публициста и редактор. Предвидео је распад Хабзбуршке монархије. Предлагао је да се Словени политички сједине са царском Русијом и пређу на православље претпостављајући њихову победу, ако се удруже око будуће демократске Русије.

## Младост Људовита Штура
Пореклом је из напредне учитељске фамилије Самуела Штура који је био учитељ у Тренчину где се оженио са Аном Михалцовом. Од 1810. до 1812. године његову школу похађао је Франтишек Палацки, значајан чешки историчар и политичар. У Тренчину је рођен његов старији брат Карол који је Људовиту био узор. Породици Штур се после пресељења у Ухровце 29. октобра 1815. године родио други син Људовит.
После завршетка нижих разреда гимназије у Рабу прешао је 1829. године на Евангелички лицеј у Братиславу, где је остао до 1838. године. Од 1836. године деловао је као заступник професора Јураја Палковича за словачку историју и књижевност. Познат је његов излет на Дјевин 24. априла 1836. године, када се 16 чланова секције заветовало да ће цео живот радити на културном уздизању народа. На универзитет у Халеу отишао је 1838. године и ту се посветио студијама филозофије, филологије и политичкој историји народа.

## Штур после завршене теологије
Није изабрао свештенички позив, већ је наставио рад са омладином чак и у то време када је Метерниховска влада забранила студентске покрете. У чланцима и брошурама осуђивао је мађаризацију, због чега га је црквена комисија испитивала и квалификовала као непријатеља власти и противника мађаризације Угарске и одузела му је право да предаје у лицеју. У то време већина његових ученика и пријатеља напустила је Братиславу и отишла у Љевочу. Између њих је био и млади Јанко Матушка, аутор словачке државне химне „Nad Tatrou sa blíska“.
Људовит Штур посветио се тражењи и агитовању за дозволе издања новина и литерарних прилога. У овој зависности требало је решити питање јединства књижевног језика. Потребу за стварањем новог књижевног језика образложио је Штур у чланку „Nárečja slovanskuo alebo potreba písaňja v tomto nárečí“ (1846).
Свој књижевни језик је морао да брани од Јан Коларовог схватања словенске узајамности који је признавао четири самостална словенска племена Русе, Пољаке, Чехе и Илире (јужне Словене) и оправдавао егзистенцију само њихових језика. После дужег времена му је пошло за руком да добије дозволу за издавање Словачких народних новина са прилогом Орао татрански у којим је као редактор и као посланик угарског сазива за град Звољен тражио демократске реформе и народна права за словачки народ. Револуционарне године 1848 — 1849. нису обишле ни Словачку, а нова угарска влада је следила политику мађаризације. Пре него што су га затворили, Штур је отишао у Праг, где је учествовао у прашком јулском устанку.

## После гушења устанка
После гушења устанка отпутовао је у Загреб, у намери да добије финансијску помоћ за организовање отпора насилној мађаризацији. Беч му се после гушења Мађарске револуције захвалио тиме што га је ставио под полицијски надзор. Беч је помагао конзервативног Јана Колара који је постао саветник за словачка питања, а Штур је преживао разочарења. Није му успело ни да обнови издавање новина. Неко време је живео у Ухровцу, а касније се преселио у Модру из породичних разлога. Ту је написао своје дело „Словенство и свет будућности“ у којем је претпоставио распад Аустријске империје и победу народа удружених око будуће демократске Русије.
После завршетка књиге догодила му се тужна несрећа. У децембру 1855. године после случајног пада у лову опалила му је пушка и повредила га. Умро је од последица рањавања 12. јануара 1856. године.

## Породица
- отац Самуел Штур, учитељ и свирач на оргуљама
- мати Ана, рођена Михалцова
  - браћа Карол, Самуел, Јан
  - сестра Каролина

## Штурови погледи
Нека од Штурових схватања могла су се вредновати као контроверзна. Многи погледи које је формулисао у делу „Словенство и свет будућности“ могу се схватити као његов политички тестамент. Ово дело написао је на немачком језику, а на словачком је изашло тек 1993. године.
Штур је предлагао политичко сједињавање са царском Русијом и није се слагао са слободном тржишном економијом и парламантарном демократијом.
Није се слагао ни са просветитељством и са њим повезаном западном политичком концепцијом. Иако је био протестант предлагао је Словенима да се преобрате у православље. Иако је био оснивач књижевног словачког језика у свом делу - је предлагао за сва словенска племена употребу руског језика. Одобравао је царску антијеврејску политику.